# X-Factor (Marvel)
A X-Factor é uma equipe de super-heróis do universo de quadrinhos da editora norte-americana Marvel Comics. É um derivado da franquia X-Men, estrelando personagens desta. A equipe foi criada por Bob Layton e Jackson Guice, fazendo sua estreia em fevereiro de 1986] na primeira edição de sua revista própria.
A princípio, a equipe era formada pelos X-Men originais, que se reuniram em um grupo de mutantes como forma de resposta ao status de foras-da-lei que sua ex-equipe tinha na época. Em 1991, os membros foram substituídos por outros mutantes secundários, e a X-Factor foi reformulada como um time organizado pelo governo dos Estados Unidos.

## Membros
Primeira formação:
- Scott Summers/Ciclope
- Bobby Drake/Homem de Gelo
- Jean Grey/Garota Marvel
- Hank McCoy/Fera
- Warren Worthington III/Anjo

Equipe federal:
- Lorna Dane/Polaris
- Jamie Madrox/Homem Múltiplo
- Guido Carosella/Fortão
- Alex Summers/Destrutor
- Rahne Sinclair/Lupina
- Valerie Cooper
- Pietro Maximoff/Mercúrio
- Forge
- Victor Creed/Dentes-de-Sabre
- Mística

Equipe atual (2020-presente):
- Akihiro/Daken
- Jean-Paul Beaubier/Estrela-Polar
- Jeanne-Marie Beaubier/Aurora
- Lorna Dane/Polaris
- Rachel Summers/Prestígio
- David Alleyne/Prodígio